# Henry Thomas
Henry Thomas (San Antonio, 9 settembre 1971) è un attore e musicista statunitense, conosciuto per il ruolo di Elliott Taylor nel film E.T. l'extra-terrestre (1982), di Steven Spielberg.

## Biografia

### Primi anni
Thomas è nato a San Antonio, Texas, figlio unico di Carolyn L., casalinga, e Henry Jackson Thomas, un idraulico. A San Antonio frequentò la East Central High School, e il Blinn College, sempre nel Texas.

### Carriera
Il ruolo in E.T. l'extra-terrestre gli fa guadagnare l'apparizione in uno spot pubblicitario per il gioco Night Stalker dell'Intellivision, a fianco di George Plimpton. Dopo l'enorme successo del film, Thomas ritorna in Texas, recitando sporadicamente in film, televisivi e no, frequentando contemporaneamente la scuola e conducendo la vita di un ragazzino qualunque.
Un altro ruolo di spicco ricoperto dall'attore nel corso dei suoi anni giovanili è quello di Andrew nel film del 1984 Incompreso - L'ultimo sole d'estate. Tra la fine degli anni ottanta e l'inizio degli anni novanta Thomas ha cominciato a cimentarsi in ruoli da adulto. Da ricordare la sua interpretazione di Samuel Ludlow nel film del 1994, Vento di passioni.
Thomas è anche musicista nella band The Blueheelers.

## Vita privata
In prime nozze Henry Thomas ha sposato Kelly Hill nel 2000, dalla quale ha divorziato dopo solo due anni. Ha poi sposato Marie Zielcke, popolare attrice tedesca, nel maggio del 2004, ma anche questo matrimonio è terminato col divorzio. La coppia ha avuto una figlia, Hazel. Dal matrimonio con Annalee Fery, la sua terza moglie, sono nati due figli. A inizio 2025 ha iniziato una relazione con l'attrice India Eisley, figlia della defunta attrice Olivia Hussey.

## Filmografia

### Cinema
- Lontano dal passato (Raggedy Man), regia di Jack Fisk (1981)
- E.T. l'extra-terrestre (E.T. the Extra-Terrestrial), regia di Steven Spielberg (1982)
- Incompreso - L'ultimo sole d'estate (Misunderstood), regia di Jerry Schatzberg (1984)
- La finestra sul delitto (Cloak & Dagger), regia di Richard Franklin (1984)
- Il mistero del lago scuro (Frog Dreaming), regia di Brian Trenchard-Smith (1984)
- Furia omicida (Murder One), regia di Graeme Campbell (1988)
- Valmont, regia di Miloš Forman (1989)
- Bagliori nel buio (Fire in the Sky), regia di Robert Lieberman (1993)
- Curse of the Starving Class, regia di J. Michael McClary (1994)
- Vento di passioni (Legends of the Fall), regia di Edward Zwick (1994)
- Hijacking Hollywood, regia di Neil Mandt (1997)
- Niagara, Niagara, regia di Bob Gosse (1997)
- Suicide Kings, regia di Peter O'Fallon (1997)
- Bombshell, regia di Paul Wynne (1997)
- Fever, regia di Alex Winter (1999)
- A Good Baby, regia di Katherine Dieckmann (2000)
- Passione ribelle (All the Pretty Horses), regia di Billy Bob Thornton (2000)
- Decisione rapida (The Quickie), regia di Sergei Bodrov (2001)
- Dead in the Water, regia di Gustavo Lipsztein (2002)
- I'm with Lucy, regia di Jon Sherman (2002)
- Gangs of New York, regia di Martin Scorsese (2002)
- Il profumo delle campanule (I Capture the Castle), regia di Tim Fywell (2003)
- Briar Patch, regia di Zev Berman (2003)
- Ore 11:14 - Destino fatale (11:14), regia di Greg Marcks (2003)
- Honey Baby, regia di Mika Kaurismäki (2004)
- La casa maledetta (Dead Birds), regia di Alex Turner (2004)
- Tennis, Anyone...?, regia di Donal Logue (2005)
- The Hard Easy, regia di Ari Ryan (2006)
- The Last Sin Eater, regia di Michael Landon Jr. (2007)
- Suffering Man's Charity, regia di Alan Cumming (2007)
- The Deal - Il patto (The Deal), regia di Bryan Goeres (2007)
- Red Velvet, regia di Bruce Dickson (2008)
- Don't Look Up, regia di Fruit Chan (2009)
- Dear John, regia di Lasse Hallström (2010)
- The Legend of Hell's Gate (The Legend of Hell's Gate: An American Conspiracy), regia di Tanner Beard (2011)
- The Last Ride, regia di Harry Thomason (2011)
- Big Sur, regia di Michael Polish (2013)
- Ouija - L'origine del male (Ouija: Origin of Evil), regia di Mike Flanagan (2016)
- Il gioco di Gerald (Gerald's Game), regia di Mike Flanagan (2017)
- Balto e Togo - La leggenda  (The Great Alaskan Race), regia di Brian Presley (2019)
- Doctor Sleep, regia di Mike Flanagan (2019)
- Dreamkatcher, regia di Kerry Harris (2020)
- Tua per sempre (To All the Boys: Always and Forever), regia di Michael Fimognari e Gareth Smith (2021)
- Sam & Kate, regia di Darren Le Gallo (2022)
- Cimitero vivente: le origini (Pet Sematary: Bloodlines), regia di Lindsey Anderson Beer (2023)

### Televisione
- The Steeler and the Pittsburgh Kid, regia di Lou Antonio – film TV (1981)
- Psycho IV (Psycho IV: The Beginning), regia di Mick Garris – film TV (1990)
- Il sapore dell'omicidio (A Taste for Killing), regia di Lou Antonio – film TV (1992)
- Solo per il tuo bene (Beyond Obsession), regia di David Greene – film TV (1994)
- L'asilo maledetto (Indictment: The McMartin Trial), regia di Mick Jackson – film TV (1995)
- Il cavaliere della vendetta (Riders of the Purple Sage), regia di Charles Haid – film TV (1996)
- Moby Dick, regia di Franc Roddam – miniserie TV (1998)
- Happy Face Murders, regia di Brian Trenchard-Smith – film TV (1999)
- Masters of Horror – serie TV, episodio 1x05 (2005)
- Desperation (Stephen King's Desperation), regia di Mick Garris – film TV (2006)
- Incubi e deliri (Nightmares & Dreamscapes: From the Stories of Stephen King) – miniserie TV, puntata 1x04 (2006)
- Senza traccia (Without a Trace) – serie TV, episodi 6x09-6x13 (2007-2008)
- Under, regia di Charles S. Dutton – film TV (2008)
- CSI - Scena del crimine (CSI: Crime Scene Investigation) – serie TV, episodio 9x21 (2009)
- The Mentalist – serie TV, episodio 4x06 (2011)
- Tradimenti (Betrayal) – serie TV, 13 episodi (2014)
- Sons of Liberty - Ribelli per la libertà (Sons of Liberty), regia di Kari Skogland – miniserie TV (2015)
- Law & Order - Unità vittime speciali (Law & Order: Special Victims Unit) – serie TV, episodio 18x02 (2016)
- Grip and Electric – serie TV, 6 episodi (2016)
- Better Things – serie TV, 4 episodi (2017)
- The Haunting – serie TV, 19 episodi (2018-2020)
- Nascosti per sempre (Girl in the Bunker), regia di Stephen Kemp – film TV (2018)
- FBI: Most Wanted – serie TV, episodio 1x01 (2020)
- Stargirl – serie TV, 9 episodi (2020-in corso)
- Midnight Mass – miniserie TV (2021)
- La caduta della casa degli Usher (The Fall of the House of Usher) – miniserie TV, 8 episodi (2023)

## Riconoscimenti
- Golden Globe
  - 1983 – Candidatura al miglior attore debuttante per E.T. l'extra-terrestre
- Premio BAFTA
  - 1983 – Candidatura al miglior attore debuttante per E.T. l'extra-terrestre
- Saturn Awards
  - 1983 – Candidatura al miglior attore protagonista per E.T. l'extra-terrestre
- Young Artist Award
  - 1983 – Miglior giovane attore per E.T. l'extra-terrestre
- Toronto International Film Festival
  - 1983 – Candidatura al Premio speciale giovani per E.T. l'extra-terrestre
- 24ª posizione nella lista de Le 100 più grandi star adolescenti.[2]
- 4ª posizione nella lista de I 50 attori bambini più carini... Cresciuti.[2]

## Doppiatori italiani
Nelle versioni in italiano delle opere in cui ha recitato, Henry Thomas è stato doppiato da:
- Giorgio Borghetti in E.T. l'extra-terrestre, Il mistero del lago scuro, Law & Order - Unità vittime speciali
- Fabrizio Manfredi in Vento di passioni, Passione ribelle, Gangs of New York
- Alessio Cigliano in Psycho IV, Sons of Liberty - Ribelli per la libertà, Ouija - L'origine del male
- Riccardo Niseem Onorato in Solo per il tuo bene, Moby Dick
- Francesco Bulckaen ne Il profumo delle campanule, La caduta della casa degli Usher
- Massimo Rossi in The Haunting, Midnight Mass
- Francesco Prando in Valmont
- Corrado Conforti in Bagliori nel buio
- Christian Iansante in Ore 11:14 - Destino fatale
- Riccardo Rossi in La casa maledetta
- Davide Lepore in The Hard Easy
- Fabio Boccanera in Desperation
- Oreste Baldini in Incubi e deliri
- Roberto Pedicini in CSI - Scena del crimine
- Gianfranco Miranda in Dear John
- Nanni Baldini in Tradimenti
- Stefano Crescentini in The Mentalist
- Massimo Lodolo in Nascosti per sempre
- Massimo De Ambrosis ne Il gioco di Gerald
- Davide Marzi in FBI: Most Wanted
- Simone D'Andrea in Doctor Sleep
- Gabriele Patriarca in E.T. l'extra-terrestre (ridoppiaggio)